# محمد سلام (لاعب كرة قدم مصري)
محمد سلام هو لاعب كرة قدم ومدرب كرة قدم مصري في مركز حراسة المرمى، ولد في 5 ديسمبر 1969 في الإسكندرية في مصر، وتوفي في 6 يوليو 2018. شارك مع منتخب مصر لكرة القدم. أما مع النوادي، فقد لعب مع النادي الأوليمبي.

## وصلات خارجية
- محمد سلام (لاعب كرة قدم مواليد 1969) على موقع الاتحاد الدولي (مؤرشف)  (الإنجليزية)
- محمد سلام (لاعب كرة قدم مواليد 1969) على موقع قاعدة بيانات كرة القدم.إي يو (الإنجليزية)
- محمد سلام (لاعب كرة قدم مواليد 1969) على موقع أوليمبيديا (الإنجليزية)